# SIG 522LR
La Sig Sauer 522LR es una carabina semiautomática de calibre 5,5 mm, accionada por retroceso directo. Su estética está basada en la serie de fusiles 55x, que disparan el cartucho 5,56 x 45 OTAN.
La 522 dispara el cartucho .22 Long Rifle y es utilizada como plataforma de entrenamiento para los fusiles y carabinas de los que deriva, debido a que muchas de sus características y controles son idénticos, aunque difiere de éstos en muchos aspectos. La serie 522 no tiene toma de gases regulable como sí tiene la serie 55x. En su lugar, tiene una toma de gases simulada, puede utilizarse para guardar elementos varios. En lugar de los cargadores de 30 cartuchos, la serie 522 acepta cargadores de 10 o 25 cartuchos, los cuales son fabricados por Black Dog Machine, y distribuidos con la marca Sig con la Sig 522.

## Variantes

### 522 Classic
La Sig 522 Classic tiene un guardamanos estándar de polímero, riel Picatinny sobre la parte superior del cajón de mecanismos, y culata plegable y telescópica. Tiene instalado un apagallamas basado en el del M16-A2, tipo "jaula de pájaro". Las opciones incluyen miras abiertas de Sig Sauer y mira de punto rojo marca Sig, la cual se instala sobre el riel Picatinny. El largo del cañón es de 422 mm, y el peso de 2,8 kg.

### 522 SWAT
La 522 SWAT difiere del modelo básico Classic con la adición de un guardamanos con cuatro rieles Picatinny, del mismo largo de aquel. Tiene el mismo peso y el mismo apagallamas del modelo Classic.

### 522 Commando
La 522 Commando posee un guardamano del tipo estándar, pero más corto, sin rieles, y un silenciador simulado, enroscado al cañón. Su peso es de 2,7 kg.

### 522 SWAT Commando
El 522 SWAT Commando comparte el silenciador usado en el 522 Commando, pero agrega el guardamano de la versión SWAT, con rieles. Su peso es el mismo del 522 Commando: 2,7 kg.

### 522 Target
El más nuevo modelo en la línea 522. El 522 Target tiene un guardamanos formado por un tubo de aluminio, lo que permite aumentar la precisión al tener un cañón flotante. Está equipado con una mira de aumento variable, montada sobre el riel Picatinny. El cañón mide 50,8 cm y el peso es de 3,2 kg